# René Clément
René Clément (18. marts 1913 – 17. marts 1996) var en fransk filminstruktør.

## Udvalgte film
- Forbudte lege (Jeux interdits, 1952; filmen vandt en Æres-Oscar samt Bodilprisen)
- Monsieur Ripois (1954)
- Kun solen var vidne (Plein soleil, 1960, efter en roman af Patricia Highsmith)
- Le passager de la pluie (1969)